# Film Andes S.A.
Film Andes S.A. fue una empresa dedicada a la producción y distribución de películas que fue fundada el 23 de setiembre de 1944 en la ciudad de Mendoza, Argentina por un grupo de empresarios de la provincia, la mayoría de los cuales eran del sector bodeguero, en tanto otros lo eran de sectores vinculados al Estado y de algunos sectores intelectuales.

## El inicio
Los promotores tenían la idea de generar un emprendimiento industrial cinematográfico en la provincia y se reunían en el viejo local de la Unión Comercial e Industrial de Mendoza. Los primeros directores de la empresa fueron Renato Della Santa, Manuel Fernández, Isaac Flichman, J.Luis Magistochi, Alfredo Miranda, Adolfo Nale,  Guillermo Petra Sierralta, Arturo Santoni, Jorge Segura, Lorenzo Soler y Federico Taper.
Film Andes construyó sus estudios  en Godoy Cruz a pocos metros del Puente Olive, contaba con unas amplias edificaciones que estaban preparadas con los máximos adelantos de la época. El 29 de abril de 1946 se comenzó a filmar en Buenos Aires El gran amor de Bécquer la primera película de la empresa, con la dirección de Alberto de Zavalía y la participación de su esposa Delia Garcés como primera figura.

## Primeras filmaciones en Mendoza
En  agosto de 1946 el director chileno Carlos Borcosque inició el rodaje de Corazón, la segunda película de empresa, con la participación de los actores Narciso Ibáñez Menta, Juan Carlos Barbieri y Juan Carlos Altavista. Filmaron los exteriores en Luján de Cuyo, Chacras de Coria, Mayor Drummond y El Challao.
El 4 de mayo de 1950 se estrenó la primera película rodada totalmente en la Provincia de Mendoza. Se trataba de la octava película de la empresa, titulada Lejos del cielo, acerca de un médico rural. A fines de abril de 1953 se inició el  rodaje de película  El último cowboy con dirección de Juan Sires y la participación de Augusto Codecá, Héctor Calcaño y Floren Delbene. Esta película, que se estrenó el 10 de diciembre de 1953, supuso un gran éxito comercial y tuvo una producción increíble para el interior del país. Se trataba de una parodia del clásico cine de vaqueros estadounidense.
En la misma época comenzó el rodaje de Surcos en el Mar,  la última realización totalmente producida por Film Andes, bajo la dirección de Kurt Land y con Enrique Muiño, uno de los actores más destacados del momento, en el papel principal en la que fue su última película, que tuvo estreno el 1° de octubre de 1955. En 1959 y gracias a una gestión que el presidente de Film Andes, Arturo Santoni, había hecho en Italia el año anterior, comenzó el rodaje en coproducción de Álamos Talados, que sobre una novela del escritor Abelardo Arias dirigió Catrano Catrani. La película se filmó con exteriores en San Rafael y se estrenó el 5 de mayo de 1960. Años después la empresa Film Andes quebró y los estudios fueron adquiridos la empresa Coca Cola.
El gran amor de Bécquer, Corazón, El misterio del cuarto amarillo, El hombre que amé, Estrellita, Corrientes calle de ensueño y Hombres a precio, fueron filmadas en estudios de Buenos Aires. A partir de la inauguración de los estudios de Godoy Cruz, se filmaron en Mendoza: Lejos del cielo, La pícara Cenicienta, El alma de los niños, Rescate de sangre, Un ángel sin pudor, El cartero, El último cowboy, El Mal de amor, Surcos en el mar y Álamos talados. También, la empresa, alquiló los estudios, equipos y personal para la filmación de Sala de guardia, Acorralada, Los troperos, Marianela Alto Paraná y La maestra enamorada. Por el emprendimiento mendocino transitaron grandes luminarias de la escena nacional como Enrique Muiño, Pedro López Lagar, Delia Garcés, Mariano Mores, Yeya Duciel, Esteban Serrador, Jorge Salcedo, Augusto Codecá, Susana Freire, Ángel Magaña, Ana María Campoy, Julia Sandoval, Tito Luciardo, Mecha Ortiz o Santiago Gómez Cou.

## Producciones
- El gran amor de Bécquer dir. Alberto de Zavalía (1946)
- Corazón dir. Carlos Borcosque (1947)
- El hombre que amé dir. Alberto de Zavalía  (1947)
- El misterio del cuarto amarillo dir. Julio Saraceni (1947)
- Corrientes... calle de ensueños! dir.  Román Viñoly Barreto (1949)
- Hombres a precio dir.  Bernardo Spoliansky (1950)
- Lejos del cielo dir. Catrano Catrani (1950)
- El alma de los niños dir. Carlos Borcosque (1950)
- Rescate de sangre dir.  Francisco Mugica (1951)
- La pícara cenicienta dir.  Francisco Mugica (1951)
- Un ángel sin pudor dir.  Carlos Hugo Christensen (1953)
- El cartero dir. Homero Cárpena (1954)
- El último cowboy dir. Juan Sires	(1954)
- El mal amor dir. Luis Mottura (1955)
- Álamos talados dir. Catrano Catrani (1955)
- Surcos en el mar dir. Kurt Land	(1956)